# Tadascarta rubripennis
Tadascarta rubripennis är en insektsart som beskrevs av Matsumura 1940. Tadascarta rubripennis ingår i släktet Tadascarta och familjen spottstritar. Inga underarter finns listade i Catalogue of Life.